# Théodore Rose
Pour les articles homonymes, voir Rose.
Théodore Rose est un homme politique français né le 10 février 1852 à Bailleulval (Pas-de-Calais) et décédé le 27 octobre 1917 à Paris.
Notaire, conseiller général du canton de Beaumetz-les-Loges, il est député du Pas-de-Calais de 1893 à 1910, siégeant à l'Union républicaine, puis chez les Républicains progressistes.

## Sources
- « Théodore Rose », dans le Dictionnaire des parlementaires français (1889-1940), sous la direction de Jean Jolly, PUF, 1960 [détail de l’édition]